# Кардельяк, Жан-Жак Северен де
Жан-Жак Севере́н де Карделья́к (фр. Jean Jacques Séverin de Cardaillac; 1766, коммуна Пенсак, департамент Ло, Франция — 1845, там же) — профессор философии в Монтобане и Париже, эклектик. О его сочинении «Études élémentaires de Philosophie» с уважением отзывался Уильям Гамильтон.

## Научная карьера
Бакалавр богословия и доктор филологических наук, он был преподавателем философии в семинарии Сен-Сюльпис в 1786—1790 годах.
В период Империи Жан-Жак был назначен регентом в колледж Монтобан (1810—1811), а затем профессором философии в лицее Бонапарта (1811—1830). Он также преподавал философию в качестве лектора в других заведениях, а после указа от 27 июля 1822 года продолжал преподавать в колледже Бурбон.
Знакомство с блестящим профессором Пьером Ларомикером (фр. Pierre Laromiguière; 1756—1837) способствовало его научной и преподавательской карьере. В 1830 году его главная работа, Études élémentaires de philosophie , была высоко оценена современниками и признавалась одной из лучших.
В 1830—1845 годах был инспектором Академии в Париже.

## Родственные связи
Сын маркиза де Кардильяка. Двоюродный дед французского юридического деятеля Этьена де Кардельяка (фр. Étienne de Cardaillac).

## Труды
- Études élémentaires de philosophie, 1830, 2 тома, (переиздание 2006).